# رحیم مؤذن‌زاده اردبیلی
رحیم مؤذن‌زاده اردبیلی (۱ مهر ۱۳۰۴ – ۵ خرداد ۱۳۸۴) اذان‌گو و نوحه‌خوان مشهور ایرانی بود. اذان مؤذن‌زادهٔ اردبیلی، اذان مشهور وی است که در سال ۱۳۳۴ در  رادیو ضبط شد.

## زندگی‌نامه
رحیم مؤذن‌زاده، ۱ مهر ۱۳۰۴ در اردبیل متولد شد. در کودکی به مکتب‌خانه رفت و تحت نظر «میرزا عزیز»، قرآن و دستگاه‌های موسیقی ایرانی را فراگرفت. او پس از فراگیری اصول آواز و اذان‌گویی همراه با پدرش، در مسجد اردبیل و گاهی در شهرهای اطراف محل سکونت، به خصوص تالش، به اذان‌گویی و نوحه‌خوانی مشغول شد. پس از سکونت پدرش در تهران، رحیم موذن‌زاده به منظور تحصیل حوزوی، به شهر قم رفت و به فراگیری دروس خارج فقه مشغول شد و ظهرها در حرم فاطمه معصومه اذان می‌گفت. پدرش، «کریم مؤذن‌زاده» که نخستین بار در سال ۱۳۲۲ در رادیو اذان گفته بود، در سال ۱۳۲۹ درگذشت و او از ۲۵ سالگی به تهران رفت تا جای خالی پدرش را پُرکند.
رحیم مؤذن‌زاده، در بهار سال ۱۳۸۴ به دلیل ابتلا به بیماری سرطان مثانه در بیمارستان مدائن تهران بستری شد و در خرداد همان سال درگذشت.

## خانواده
برادر وی سلیم مؤذن زاده اردبیلی، مداح و نوحه‌خوان اهل بیت بود و پدرش کریم مؤذن‌زاده، نخستین موذن رادیویی ایران بود و از جد او، فرج مؤذن، به عنوان قدیمی‌ترین مؤذن شناخته شده در ایران نام برده می‌شود.

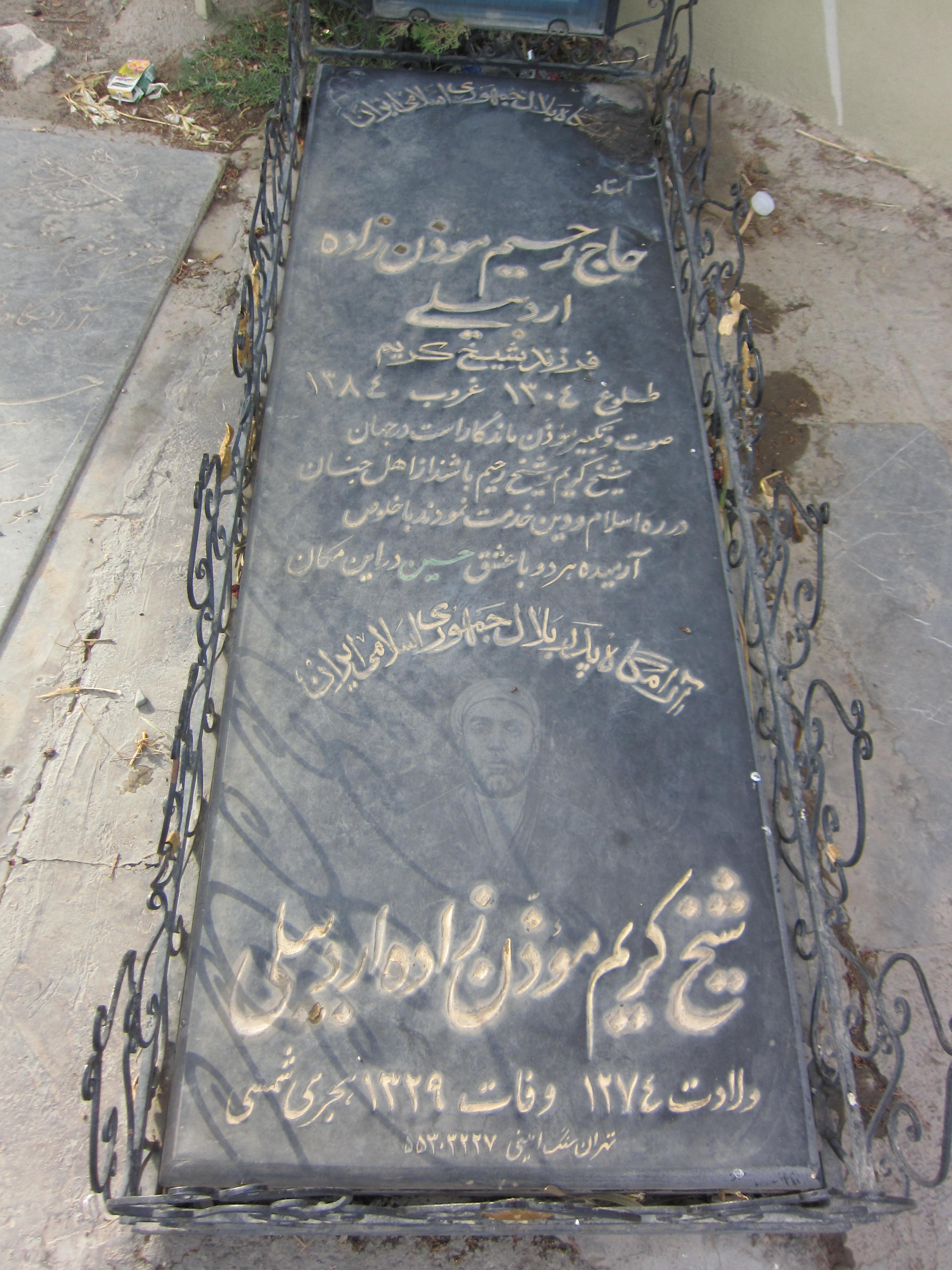
آرامگاه رحیم مؤذن‌زاده اردبیلی در گورستان ابن‌بابویه

## ویژگی اذان
محمدرضا شجریان در مورد اذان رحیم مؤذن‌زاده می گوید:
"این اذان دو ویژگی قابل توجه دارد. زنده یاد موذن زاده آن را در «بیات ترک» خوانده، چون بیات ترک همواره پیام دهنده، نویددهنده و آگاهی بخش است و این انتخاب به درستی از سوی ایشان انجام شده و هر زمانی را به مردم نوید می دهد. از سوی دیگر خلوص، در این اذان موج می زند و من که سال ها است در عرصه موسیقی کار می کنم، ۶۰ سال است که این اذان را می شنوم و با آن زندگی می کنم."— محمد رضا شجریان

## تندیس و سردیس
- در اردبیل

همزمان با روز ۴ مرداد که به روز ملی اردبیل معروف گردیده‌است، با حضور شخصیت‌هایی مانند علی اکبر ولایتی مشاور بین‌الملل رهبر ایران، استاندار و شهردار اردبیل، از تندیس اذان‌گویِ رحیم مؤذن‌زاده اردبیلی واقع در میدان توحید پرده‌‌‌برداری شد.
- سردیس در جزیره کیش

با تصویب منطقه آزاد کیش فرآیند ساخت سردیس مرحوم رحیم مؤذن‌زاده اردبیلی، استاد برجسته و صاحب‌سبک در اذان‌خوانی، برای نصب در گذر هنرمندان و مفاخر جزیره کیش انجام گردید.

## ثبت در میراث معنوی کشور
اذان موذن زاده اردبیلی در خرداد سال ۱۳۸۶ به عنوان میراث معنوی کشور به ثبت رسید.